# 恆通路
恆通路是中華人民共和國上海市靜安區一條東西走向道路，西端通過昌平路橋與昌平路相連，東端至共和新路與恆通東路相連。道路於中華民国3年（1914年）修建。黃慶瀾曾在恒通路创办三育中小学，於中華民国12年（1923年）在恒通路租地建造校舍。